# Thalassoma

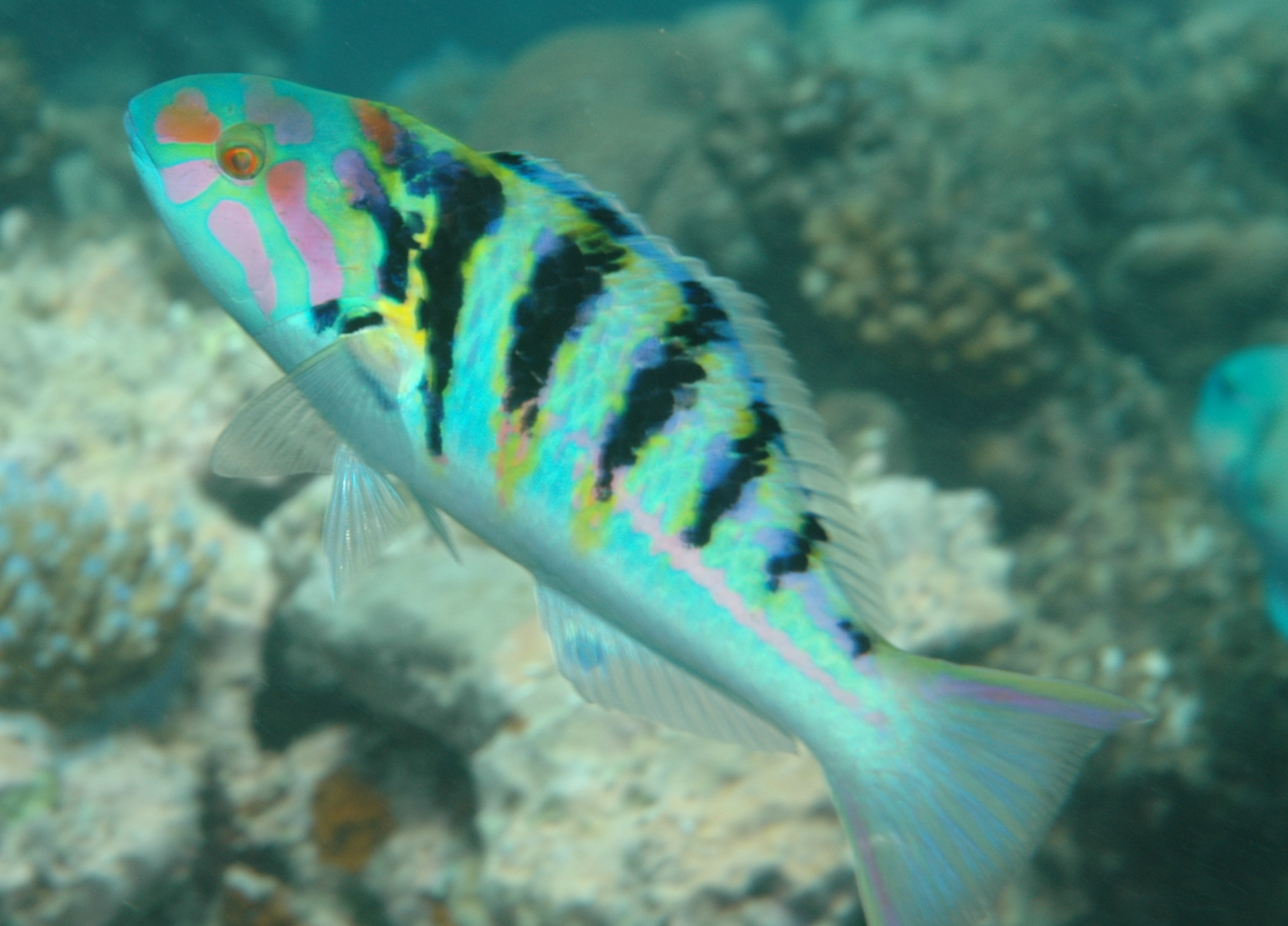
Thalassoma hardwicke

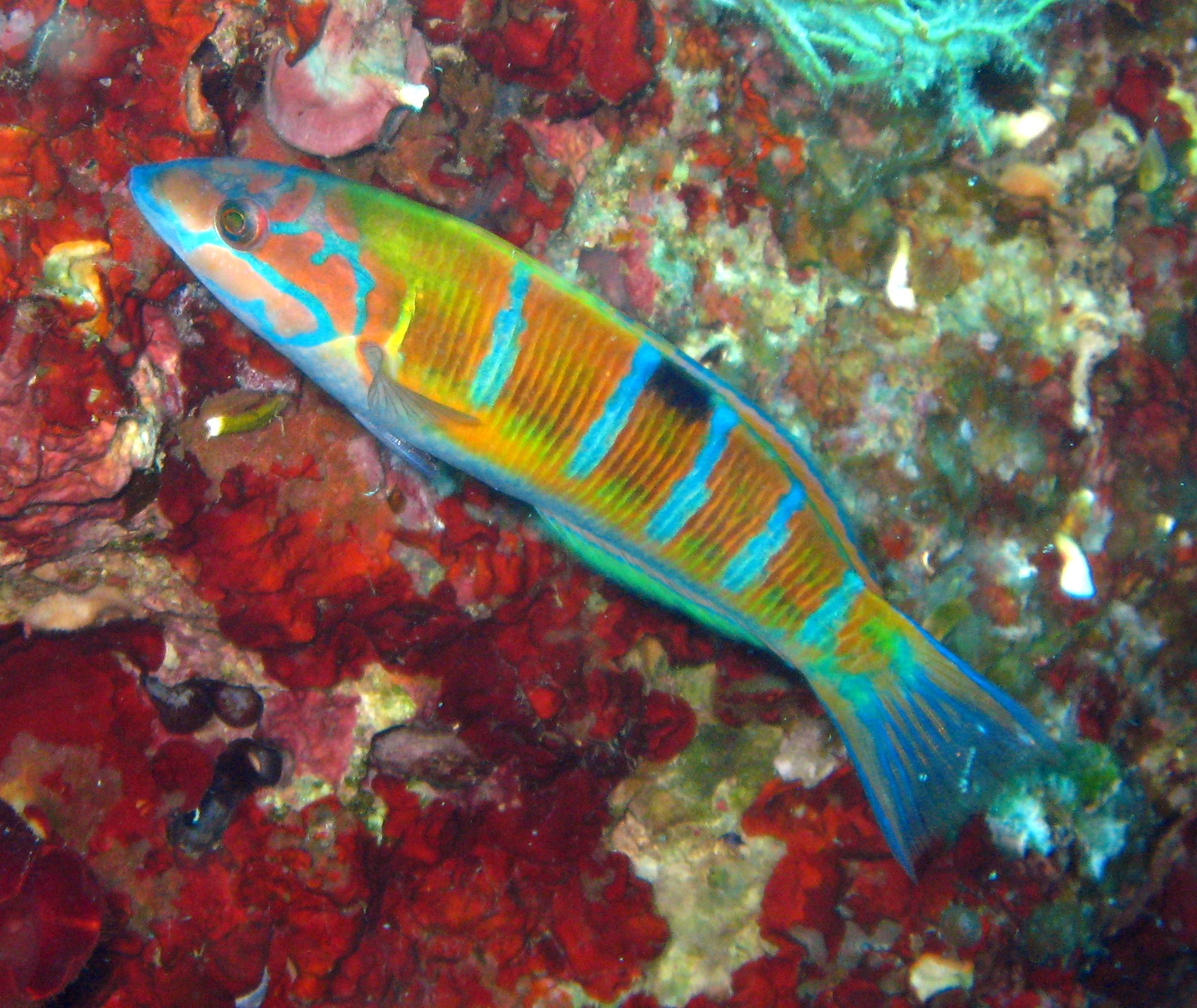
Thalassoma pavo ♀

Thalassoma ist eine Gattung der Lippfische (Labridae). Arten aus dieser Gattung leben im Mittelmeer im tropischen und subtropischen Atlantik, Indischen Ozean und im Pazifik. Die Fische leben in Fels- und Korallenriffen. Thalassoma-Arten haben den typischen langgestreckten, zylinderförmigen Körperbau der Junkerlippfische (Julidinae) und werden acht bis 46 Zentimeter lang. Wie bei vielen Lippfischen sind Juvenile, Männchen und Weibchen sehr unterschiedlich, immer sehr bunt gefärbt. Wie die meisten Lippfische sind die Thalassoma-Arten Freilaicher, die keine Brutpflege betreiben und ihre Eier und Spermien in das freie Wasser entlassen. Jungfische einiger Thalassoma-Arten, wie die des Blaukopf-Junkers (Thalassoma bifasciatum) und des Mondsichel-Junkers (Thalassoma lunare) leben wie Anemonenfische zwischen den Tentakeln großer Seeanemonen und werden so vor Fressfeinden geschützt.

## Systematik
Artenliste nach Fishbase:
Deutsche Namen nach Lieske & Myers:
- Zweifarben-Junker (Thalassoma amblycephalum) (Bleeker, 1856)
- Thalassoma ascensionis (Quoy & Gaimard, 1834)
- Schwarzschwanz-Junker (Thalassoma ballieui) (Vaillant & Sauvage, 1875)
- Blaukopf-Junker (Thalassoma bifasciatum) (Bloch, 1791)
- Thalassoma cupido (Temminck & Schlegel, 1845)
- Duperreys Junker (Thalassoma duperrey) (Quoy & Gaimard, 1824)
- Rotwangen-Junker (Thalassoma genivittatum) (Valenciennes in Cuvier & Valenciennes, 1839)
- Thalassoma grammaticum Gilbert, 1890
- Sechsstreifen-Junker (Thalassoma hardwicke) (Bennett, 1830)
- Goldband-Junker (Thalassoma hebraicum) (Lacépède, 1801)
- Thalassoma heiseri Randall & Edwards, 1984
- Thalassoma jansenii (Bleeker, 1856)
- Thalassoma loxum Randall & Mee, 1994
- Thalassoma lucasanum (Gill, 1862)
- Mondsichel-Junker (Thalassoma lunare) (Linnaeus, 1758)
- Kanaren-Junker (Thalassoma lutescens) (Lay & Bennett, 1839)
- Thalassoma newtoni (Osório, 1891)
- Thalassoma nigrofasciatum Randall, 2003
- Thalassoma noronhanum (Boulenger, 1890)
- Meerpfau (Thalassoma pavo) (Linnaeus, 1758)
- Brandungs-Junker (Thalassoma purpureum) (Forsskål, 1775)
- Rotstreifen-Junker (Thalassoma quinquevittatum) (Lay & Bennett, 1839)
- Thalassoma robertsoni Allen, 1995
- Thalassoma rueppellii (Klunzinger, 1871)
- Thalassoma sanctaehelenae (Valenciennes in Cuvier & Valenciennes, 1839)
- Thalassoma septemfasciata Scott, 1959
- Weihnachts-Junker (Thalassoma trilobatum) (Lacépède, 1801)
- Thalassoma virens Gilbert, 1890

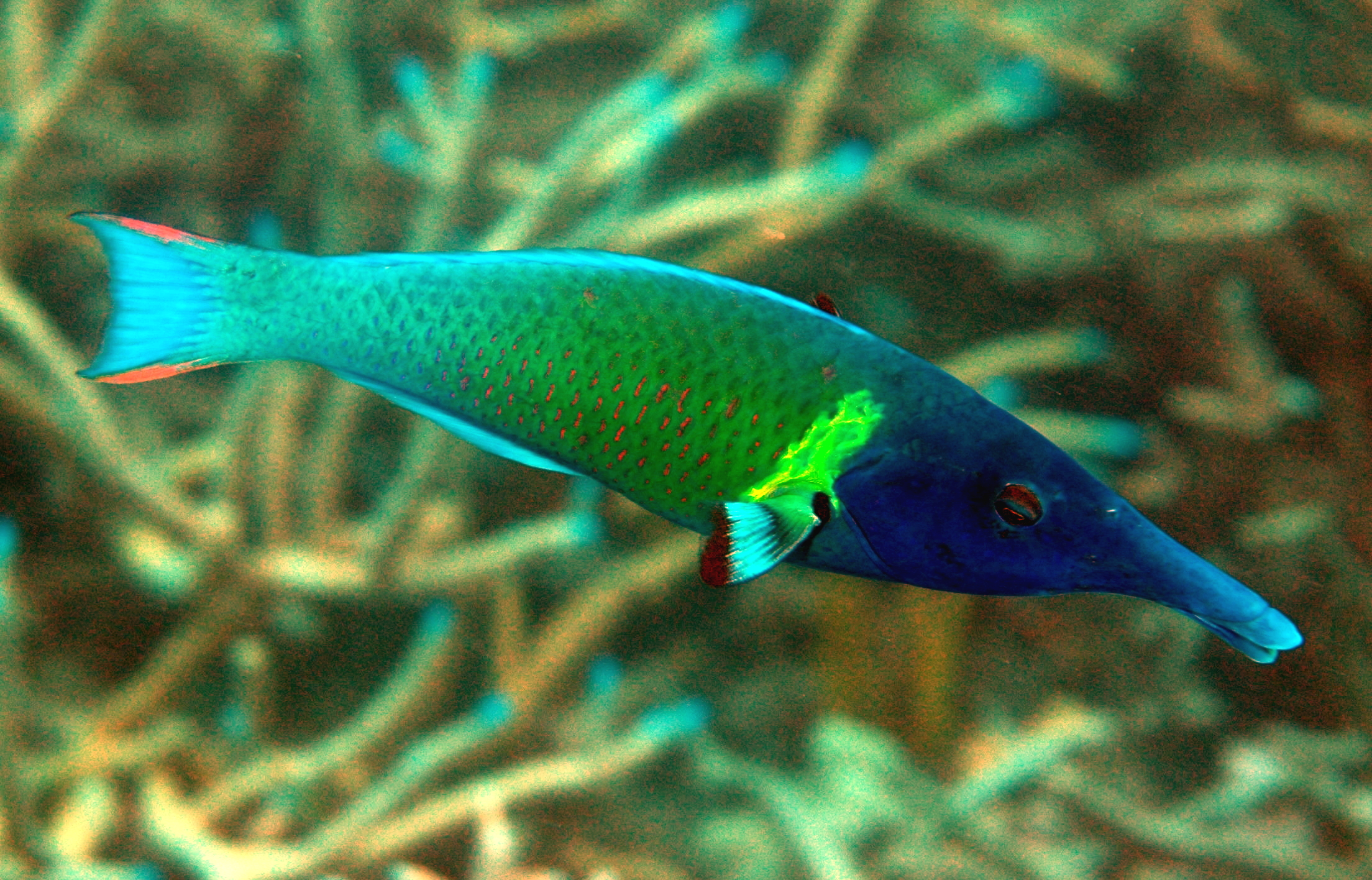
Gomphosus varius

Neben diesen 28 Arten gehören auch die beiden Arten der Vogel-Lippfische (Gomphosus) aus phylogenetischer Sicht zu der Gattung. Thalassoma lässt sich in acht deutlich abgegrenzte Kladen unterteilen, in denen Arten aus bestimmten Meeresregionen wie Indopazifik, westlicher oder östlicher Atlantik zusammengefasst werden. Gomphosus steht als Schwestergruppe einer indopazifischen Klade innerhalb von Thalassoma.
|  | Westatlantische Gruppe (T. bifasciatum, T. noronhanum)                                              |
|  | |
|  | Mittel- und ostatl. Gruppe (T. ascensionis, T. bifasciatum, T. newtoni, T. pavo, T. sanctaehelenae) |
|  | |

|  | Gomphosus                  |
|  |                            |
|  | restliche Thalassoma-Arten |
|  |                            |

|  | Westatlantische Gruppe (T. bifasciatum, T. noronhanum)                                              |
|  | |
|  | Mittel- und ostatl. Gruppe (T. ascensionis, T. bifasciatum, T. newtoni, T. pavo, T. sanctaehelenae) |
|  | |

|  | Gomphosus                  |
|  |                            |
|  | restliche Thalassoma-Arten |
|  |                            |

|  | Westatlantische Gruppe (T. bifasciatum, T. noronhanum)                                              |
|  | |
|  | Mittel- und ostatl. Gruppe (T. ascensionis, T. bifasciatum, T. newtoni, T. pavo, T. sanctaehelenae) |
|  | |

|  | Gomphosus                  |
|  |                            |
|  | restliche Thalassoma-Arten |
|  |                            |

|  | Westatlantische Gruppe (T. bifasciatum, T. noronhanum)                                              |
|  | |
|  | Mittel- und ostatl. Gruppe (T. ascensionis, T. bifasciatum, T. newtoni, T. pavo, T. sanctaehelenae) |
|  | |

|  | Gomphosus                  |
|  |                            |
|  | restliche Thalassoma-Arten |
|  |                            |